# Allée Jacques-Derrida
L'allée Jacques-Derrida est une voie publique, aménagée en rambla, située dans le 6e arrondissement de Paris, en France.

## Situation et accès
La voie, piétonnière, se trouve sur le boulevard Raspail, entre la rue de Rennes et la rue de Fleurus. Elle se prolonge, au sud, par l'allée Claude-Cahun-Marcel-Moore.
L'accès se fait en métro par la station Notre-Dame-des-Champs.

## Origine du nom

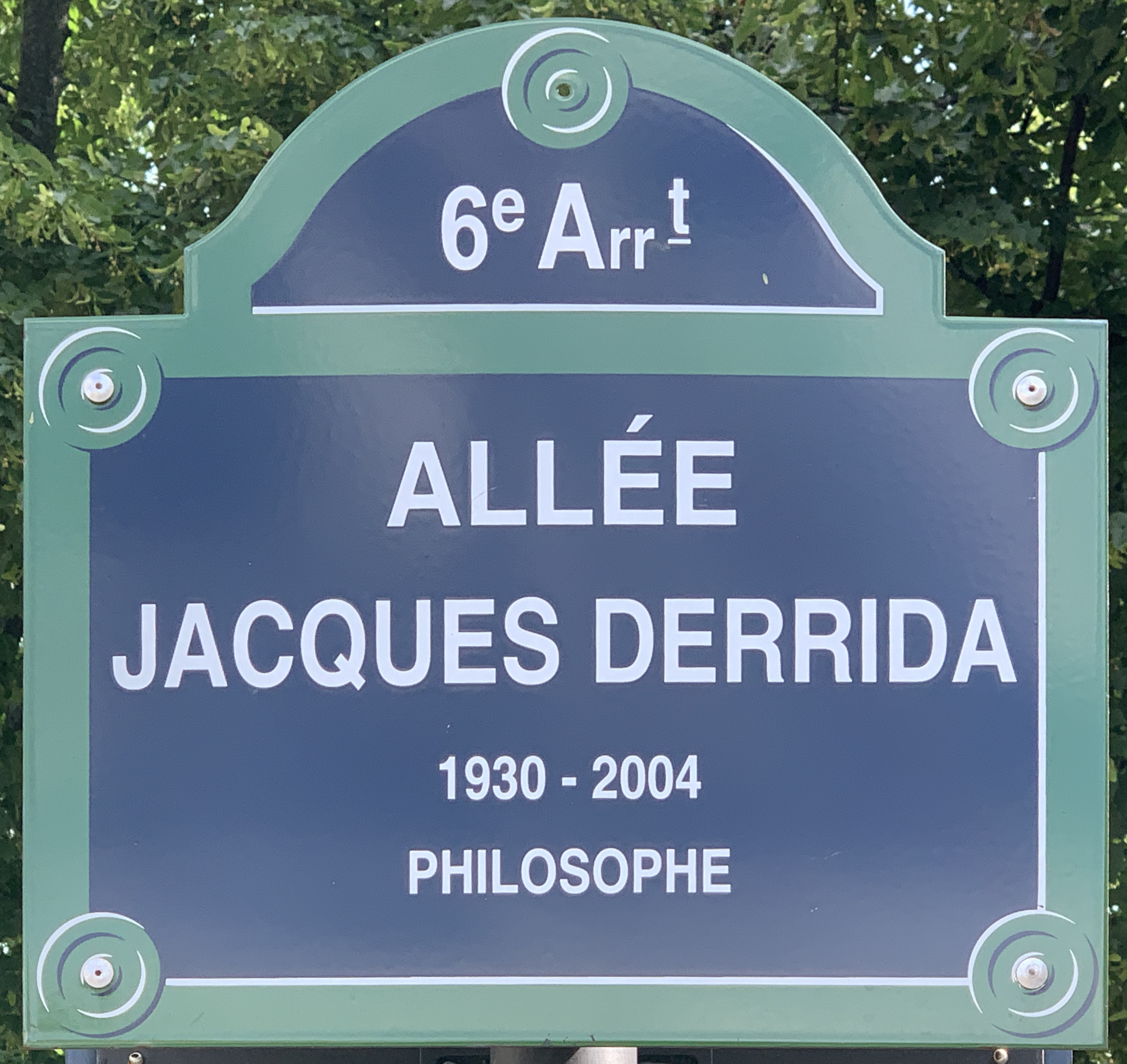
Plaque de l'allée.

Elle porte le nom du philosophe français Jacques Derrida (1930-2004), qui enseignait à proximité, à l'École des hautes études en sciences sociales.

## Historique
La voie a été dénommée en 2019 par le Conseil de Paris.